# Sharon Kips
Sharon Kips (Amsterdam, 17 november 1983) is een Nederlandse (gospel)zangeres. Kips verwierf bekendheid als winnaar van het RTL 4-programma X Factor in 2007. Haar baan als administratief medewerkster gaf ze op om zich volledig op haar zangcarrière te kunnen richten.

## Biografie

### Zangcarrière
Tijdens een concert op het Flevo Festival in 2003 zong ze in de band van gospelzanger Kees Kraayenoord. Van dit concert werd een live-album uitgebracht (This is my cry), waar Kips ook op te horen is. In 2006 nam ze deel aan het Flevolands Songfestival, een onderdeel van de Meerpaaldagen in Dronten. Op 14 augustus 2006 won ze deze zangwedstrijd.
Eind 2006 en begin 2007 was Kips deelneemster aan de talentenjacht X Factor. In dit televisieprogramma drong ze door tot de laatste tien kandidaten, hetgeen betekende dat ze 30 december 2006 haar opwachting maakte in de eerste van een serie 'liveshows'. Op 24 februari 2007 won ze, met een meerderheid van 75% van de stemmen, de finale van Richy Brown, waarmee ze een platencontract won. Een week later kwam haar debuutsingle Heartbreak away binnen op de eerste plaats van de Nederlandse hitlijsten. Op 6 maart werd ze gehuldigd in kerkelijk centrum De Voorhof van Biddinghuizen. De inhuldiging was live te zien op de televisiezender van Omroep Flevoland. Ze kreeg 'de gouden ijsvogel' opgespeld en burgemeester Aat de Jonge sprak de zangeres toe.
De opvolger van haar eerste hit, Heaven knows, evenaart het succes niet. De single blijft steken in de tipparade. Eind mei 2007 kwam haar debuutalbum 10 uit, en werd het eerste album dat niet op nummer 1 binnenkwam van een winnaar van een Nederlandse talentenjacht.
In mei 2007 stond Sharon in het voorprogramma van Beyoncé in de Rotterdam Ahoy. In juni 2007 trad ze op tijdens de EO-Jongerendag, net als de meidengroep X6, die met haar in de halve finale van X factor had gestaan.
Via haar Hyves pagina meldde Kips in mei 2009 dat er een nieuw album aan kwam. Het album Love Will Bring You Home werd uitgebracht op 14 december 2009, in mei 2010 werd de single Love For Life uitgebracht. Het album Love Will Bring You Home en de single Love For Life werden geen hits. Daardoor is Kips tot op heden een eendagsvlieg gebleven wat betreft de hitlijsten.
In 2010 deed ze mee aan het televisieprogramma Popstars, ze meldde zich aan als Mystery Popstar. Ze eindigde als 3de. In januari 2011 maakte Kips via haar website bekend dat ze werkt aan een Nederlandstalig album. Begin december 2012 komt Kips eerste Nederlandstalige album getiteld Groei Maar uit. Daarnaast stichtte ze met Gilbert Thera de kerk Re:connect op in Haarlem en verscheen er een worship-album getiteld Freedom.
Sinds 2017 is Kips jaarlijks de weken voor Pasen een van de solisten tijdens de theatertournee van de Matthäus-Passion in het Nederlands, met verteller en hertaler Jan Rot en kwintet Tango Extremo.

### Televisie
Op 30 oktober 2007 deed ze mee met de De Nationale Bijbeltest 2007, waarin ze tweede werd met een score van 6,4. Tijdens de nieuwjaarsreceptie op 7 januari 2008 liet de EO weten dat Kips een jeugdprogramma zou gaan presenteren voor de omroep. In 2010 deed Kips mee aan het SBS-programma Popstars als 'Mystery Popstar', waar ze uiteindelijk derde werd.

### Privé
Kips trouwde op 13 februari 2010 met haar vriend Gilbert Thera. Ze hebben samen drie dochters. Thera is binnen de christelijke wereld bekend als spreker en aanbiddingsleider.

## Discografie

### Albums
| Album met eventuele hitnotering(en) in de Nederlandse Album Top 100 | Datum van verschijnen | Datum van binnenkomst | Hoogste positie | Aantal weken | Opmerkingen |
| ------------------------------------------------------------------- | --------------------- | --------------------- | --------------- | ------------ | ----------- |
| 10                                                                  | 28-05-2007            | 02-06-2007            | 9               | 6            |             |
| Love will bring you home                                            | 14-12-2009            |                       |                 |              |             |
| Amazing grace                                                       | 12-06-2012            |                       |                 |              |             |
| Groei maar                                                          | 30-11-2012            |                       |                 |              |             |
| Onvoorwaardelijk                                                    | 14-05-2014            |                       |                 |              |             |

### Singles
| Single met eventuele hitnotering(en) in de Nederlandse Top 40 | Datum van verschijnen | Datum van binnenkomst | Hoogste positie | Aantal weken | Opmerkingen                 |
| ------------------------------------------------------------- | --------------------- | --------------------- | --------------- | ------------ | --------------------------- |
| Heartbreak away                                               | 2007                  | 10-03-2007            | 1(3wk)          | 7            | Nr. 1 in de Single Top 100  |
| Heaven knows                                                  | 2007                  | 05-05-2007            | tip14           | -            | Nr. 67 in de Single Top 100 |